# 片山啟
片山啟（1962年7月8日—）是日本的经济官僚机构。核监管局副局长。
从奈良女子大学文学院附屬高中和京都大学经济学院毕业后，1985年进入日本的国际贸易的工业部工作。。虽然，是一名职业员工，但是他还不断的了解核电技术的发展，根据他曾在自然资源和能源局电力市场开发部，担任主任工作的经验，被日本地方政府公认为是电力专家。2011年，日本311地震发生，导致福岛核电站泄漏，在福岛第一核电站事故中，他曾担任NISA计划与协调部门的组织经理，并处理紧急的意外情况。2012年，他被任命为总务部总经理，2014年，被任命为核材料和辐射局局长，2019年被任命为核监管局副局长。

## 传记
1985年4月，国际贸易和工业部
2001年7月，内阁办公室权力下放改革促进委员会秘书处规划和协调员
2004年6月，工业技术环境局认证处处长
2005年7月，自然资源和能源局电力和天然气部电力市场开发部总监
2008年7月，内阁秘书处顾问（内阁秘书处助理秘书）
2010年4月，经济产业政策局研究室主任
2010年7月，NISA规划与协调科主任
2012年9月，总务司司长
2013年7月，日本核能安全组织参赞
2014年10月，核监管局秘书长，核材料和辐射秘书长
2019年7月，核监管局副局长